# Nílus-deltai csata
A Nílus-deltai csata Egyiptom és a tengeri népek második hulláma, azaz  második tengeri koalíció között zajlott le III. Ramszesz uralkodásának ötödik vagy nyolcadik évében. Pontos helyszíne ismeretlen, feltehetően a Nílus deltájának keleti részében, a tengerparton vagy kissé feljebb valamelyik folyamágban zajlott. A világ első hadihajókkal vívott összecsapása, egyben az első ismert tengeri csata, melyről információink főleg III. Ramszesz Medinet Habu-i templomának domborműveiről és feliratairól származnak.

## Előzményei
A tengeri népek törzsei első alkalommal Merenptah uralkodása idején jártak Egyiptomban, de akkor még a líbüaiak szövetségeseként, hogy megkönnyítsék azok keletre nyomulását. Merenptah győzelmével Egyiptom egyelőre megszabadult a tengeri népektől, akik azonban szétszóródtak a térségben, végleg megdöntötték a belviszályokban meggyengült Hettita Birodalmat Hattuszasz és Tarszasz (görög Tarszosz) feldúlásával (a főváros és a fővároshoz tartozó legjelentősebb kikötő), elpusztították Mukist (Alalah lerombolásával), és megszakították az égei-mezopotámiai-egyiptomi kereskedelmi láncot (Ugarit eltüntetésével). Letelepedtek Alasiya, Kizzuvatna, Lukka és Észak-Szíria térségében. Egyiptomban a Merenptah és III. Ramszesz közti időszak meglehetősen instabil volt, szerencséjükre újabb inváziós kísérletre – valószínűleg – nem került sor. Ramszesz viszont uralkodása kezdetén már Dzsáhiban gyűjtötte a határvédelmi erőket, erődrendszert telepített a tengerparton és felkészülten várta a tengeri népeket.
A fenyegetés súlyosságát az anatóliai és észak-szíriai események mutatják, amelyről több egykorú forrás számol be, így III. Hammurapi ugariti király III. Ramszeszhez írt levele.

## A csata
Az ütközetet hadihajók vívták, de az egyiptomiak ügyes trükkel partközelbe csalogatták az ellenfelet annyira, hogy a parton álló íjászok hatékonyan avatkozhattak a csatába. A Medinet Habu-i templom képein több kép is azt a jelenetet ábrázolja, amikor az íjászok nyílzápora elárasztja a hajókat. A képeken az egyiptomi hajók orra oroszlánfejes, az ellenségé valamilyen vízimadár (vadliba vagy vadkacsa) fejével díszített. A tengeri csaták nem szokványosak ebben a korban, tulajdonképpen hadihajók önmagukban – korábban – nem is léteztek. Egyiptom korábban is épített tengerjáró hajókat katonai célokra, de ezek a szárazföldön közlekedő hadsereget kísérték a part mentén, a fedélzeten általában a tartalékos csapatokat és a hadtápot szállították. Az Újbirodalom korától ismert a kenput (bübloszi) és keftiu (krétai) típus megnevezése, de nem tudjuk pontosan, mi volt a különbség köztük. A Medinet Habu-i reliefek képregényszerűen beszélik el a csatát, a hajók zsúfolásig teltek hadifoglyokkal, a menekülni próbáló foglyot a parton tartózkodó katonák fogják el.

## Következményei
Nagy rettegés van szívükben Egyiptomtól. Előrenyomulásuk véget ért. A lábuk nem áll meg, hanem fut. Lövészeik eldobták íjaikat. Gyors csapataik szíve elfáradt a meneküléstől. Felhasították tömlőiket, földre dobták, megragadták zsákjaikat és elhajították. Líbia nyomorult, legyőzött fejedelme elmenekült a sötét éjszakában egyedül...
A tengeri népek szárazföldi haderejét Dzsáhi mellett a dzsáhi csatában semmisítették meg. Az egyiptomi Újbirodalom utolsó nagy győzelme volt a tengeri népek felett aratott kettős győzelem, bár a mesvesek (akik megtelepedtek Egyiptomban) néhány évvel később a líbiaiakkal szövetkezve ismét benyomultak a deltavidékre és ismét vereséget szenvedtek. III. Ramszesz uralkodása kedvezőtlen előjelekkel indult, rosszul is végződött, és az XX. dinasztia további uralkodói nemhogy védekezni nem voltak többé képesek, de hatalmukat sem tudták érvényesíteni a thébai Ámon-papsággal szemben. A tengeri népek viszont ettől kezdve Szicíliától Etruriáig, az égeikumtól Anatólia partvidékeiig, valamint a fönícia–palesztinai tengerparti sávban megtelepedtek.

## Kapcsolódó szócikk
- Hadviselés az ókori Egyiptomban